# Louis René Édouard de Rohan-Guémené
Louis René Édouard de Rohan-Guémené, ismertebb nevén Rohan bíboros (Párizs, 1735. szeptember 25. – Ettenheim, 1803. február 16.), a francia arisztokrata Rohan családból származó volt strasbourgi hercegérsek, bíboros és francia főpap. Főként a fényűző életmódja és az erkölcstelen kicsapongásairól vált ismertté, valamint az elhíresült francia királyné nyakékének ügyében betöltött áldozati szerepéről.

## Élete

### Származása, ifjúkora
A Rohan-Guémené francia főnemesi család elsőszülött férfi tagjai 1704 óta megszakítás nélkül viselték a Strasbourgi hercegérseki hivatalt. Louis de Rohan herceget, Louis César Constantin de Rohan-Guémené bíboros hercegérsek (1697–1779) unokaöccsét kilencéves korában szentelték pappá és kanonokká. Tanulmányai végeztével az Auvergne megyei La Chaise-Dieu apátság vezetését bízták rá. 1759-ben nagybátyjának, a bíboros hercegérseknek koadjutora lett, ami gyakorlatilag a Strasbourg-i püspöki szék várományosává tette a 24 éves fiatalembert.
1761. április 27-én a 27 éves Louis de Rohan herceget beválasztották a Francia Akadémia  tagjai közé. Fogadta őt Nivernais hercege is, egy filozófus prelátus, aki barátságot tartott a természettudós, kozmológus és író Georges-Louis Leclerc de Buffon (1707–1788) gróffal, és a felvilágosult matematikussal, D’Alembert-el (1717–1783). Louis de Rohan rendszeres látogatója lett Madame Geoffrin (1699–1777) irodalmi szalonjának, maga is írogatott verseket. Később a párizsi Sorbonne Egyetem felügyelője lett (proviseur).

### Felfelé a ranglétrán
1772-ben XV. Lajos király (1710–1774) kinevezte őt a Francia Királyság bécsi nagykövetének. Fényűző életmódja és erkölcstelen kicsapongásai (köztudott volt, hogy rengeteg nővel tart szerelmi viszonyt és szinte mindennapos szinten) megbotránkoztatták Mária Terézia császárnét (1717–1780) és leányát, Marie Antoinette-et (1755–1793), a francia trónörökös feleségét is. A császárné többször is kérte Rohan püspök-nagykövet visszahívását. Erre azonban csak 1774-ben, XVI. Lajos király (1754–1793) trónra lépése után került sor. Rohan és befolyásos rokonai ezután különféle rágalmakat terjesztettek Marie Antoinette királyné erkölcseiről. Emiatt Marie Antoinette engesztelhetetlenül meggyűlölte Rohan bíborost és kerülte társaságát.
1777-ben a király Louis de Rohan püspököt kinevezte a királyi „fő alamizsnaosztónak”, (grand aumônier), azaz a királyi udvartartás legfőbb egyházi méltóságának, a Versailles-i királyi kápolna plébánosának. 1778. június 1-jén VI. Piusz pápától megkapta a bíborosi kinevezést. Nagybátyja, Louis César de Rohan bíboros hercegérsek halála után, 1779. október 11-én Louis René de Rohan bíboros megörökölte Strasbourg hercegérsekének trónját, bár idejének legnagyobb részét Párizsban töltötte. Ebben az időben óriási, több százezer frank adósságot görgetett maga előtt és gyakran kért csalóktól vagy uzsorásoktól kölcsönt

### A királyné nyakékének ügye
Rohan bíboros igyekezett visszanyerni a királyné jóindulatát, a főminiszteri kinevezés elnyerése céljából. Szerb Antal korabeli dokumentumokon alapuló elemzése szerint (Rohan bécsi előéletét ismerve) a királyné iránti erotikus sóvárgása is közrejátszhatott ebben. A királyné azonban a rágalmazás miatt nem állt szóba vele. Ebben a helyzetben a bíboros szerencsétlen jellemvonása, a naiv hiszékenység lehetővé tette, hogy az 1780-as években Louis de Rohan belekeveredjen a királyné nyakékének bűnügyébe. A nyakéket a csalók Rohannál vásároltatták meg, noha Rohan adósságai már átláthatatlanok voltak és szinte kibogozhatatlan spirálban volt már a hátralékok révén. A szélhámosok hálójában Rohan súlyosan kompromittálta önmagát és – valószínűleg alaptalanul – a királynét is. Rohan hírneve súlyos csorbát szenvedett, köznevetség tárgyává vált, a királyné nevét jóvátehetetlenül beszennyezte.
A bűntény felgöngyölítése során, 1785. augusztus 15-én Rohan bíborost letartóztatták, királyi elfogatóparanccsal (lettre de cachet) a Bastille-ba zárták. Idővel azonban sajnálat és rokonszenv kezdett kibontakozni körülötte az egész országban. Az emberek úgy kezdtek együtt érezni bíborossal, mint aki megbánva korábbi semmirekellő életét helyre akarta állítani nevének jóhírét. A párizsi Parlament előtt folyó vizsgálatban 1786. március 31-én felmentették, amit nagy tömeg fogadott üdvrivalgással. A király azonban – a sértett Marie Antoinette királyné követelésére – megfosztotta őt minden állami funkciójától, és száműzte saját apátságába, az auvergne-i La Chaise-Dieu-be, ahonnan csak három év múlva, 1788. március 17-én, királyi engedéllyel térhetett vissza Strasburg-i egyházközségébe.
Rohan bíborost küldötté választották az 1789-ben összeült Rendi Gyűlésbe (États généraux). Tagja lett az ebből alakult Alkotmányozó Nemzetgyűlésnek is.

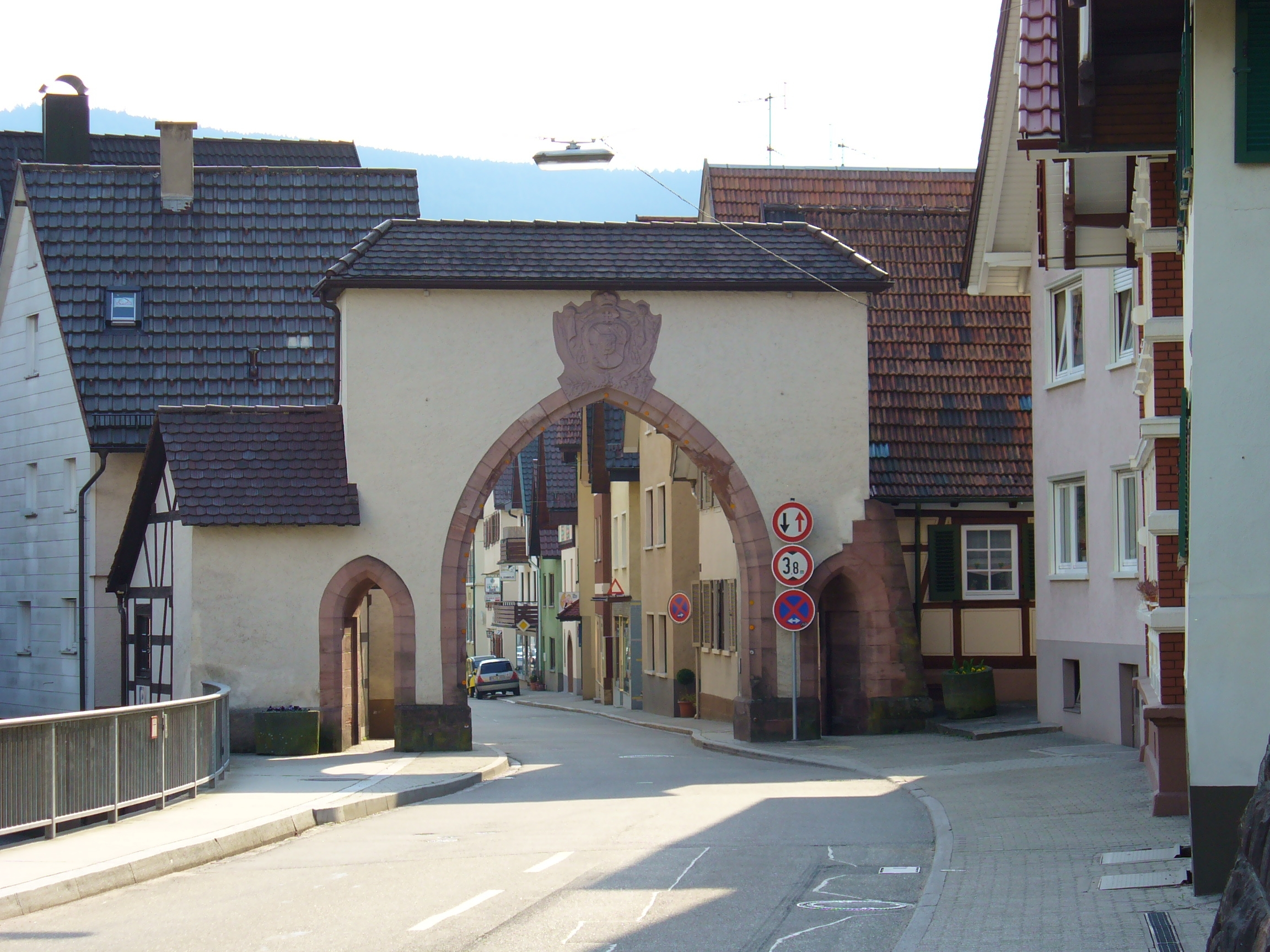
Oppenau város kapuja (a volt Strassburgi érsekségben), Louis René Édouard de Rohan-Guémené címerével

### Forradalom, száműzetés, birtokvesztés
1790-ben Rohan elutasította az Alkotmányozó Nemzetgyűlés által az ő helyére kinevezett utód, François Brendel alkotmányos püspök elismerését. A királyság eltörlésekor egyházközségének, a Strasbourgi Érsekségnek német részébe, a Rajnán túl fekvő Ettenheim-be menekült. Itt csapatokat szervezett a francia forradalmárok ellen, a royalista Condé herceg hadereje számára. Mivel Louis de Rohan tervei az ettenheimi polgárokra elviselhetetlen terhet raktak, és a francia forradalmárok katonai ereje egyre növekvő fenyegetést jelentett, 1796-ban a bíborosnak el kellett hagynia Ettenheim városát.
A lunéville-i békeszerződés 1801-es megkötése után visszatérhetett egyházkerületébe, a Strasbourg-i Érsekség területének átrendezése miatt azonban elveszítette a Rajna bal partján fekvő birtokait. 1803. február 25-én, a regensburgi Birodalmi Gyűlés kimondta utolsó határozatát (a „Reichsdeputationshauptschluss”-t), mely a lunéville-i békeszerződésben foglalt német terület-rendezéseket és kártalanításokat foglalta törvénybe. Ennek értelmében a volt Strasbourgi Érsekségnek a Rajna bal partján fekvő területei a Badeni Őrgrófsághoz, a későbbi Badeni Nagyhercegséghez kerültek. Ez volt a Német-római Birodalom utolsó jelentős törvénye, az 1806-os végleges megszűnés előestéjén.
Louis de Rohan-nak le kellett mondania volt egyházmegyéje feletti rendelkezésről és jövedelmeiről. Súlyosan eladósodva hunyt el, 1803. február 17-én, egy influenzajárvány következtében. Az ettenheimi plébániatemplomban helyezték örök nyugalomra.